# Lovö Prästvik
Lovö Prästvik är en bebyggelse, i Ekerö kommun i Stockholms län. Lovö Prästvik ligger på västra Lovön i Lovö socken. Lovö vattenverk ligger precis norr om orten. 
Bebyggelsen klassades som småort vid SCB:s avgränsningar åren 1990 och 1995. År 1990 benämndes småorten Strömdal + Lovö Prästvik och omfattade då även bebyggelsen i Strömdal och omfattande då 62 hektar med 120 invånare. 1995 benämndes och omfattade småorten enbart Lovö Prästvik och hade en areal på 4 hektar med 75 invånare. Efter att folkmängden legat under 50 personer sedan 2000, blev bebyggelsen åter klassad som småort 2015. 2020 var den ej längre klassad som småort men 2023 åter småort.